# Horváth Béla (vegyészmérnök)
Nemesmiliticsi Horváth Béla (Zsablya, 1879. – Budapest, 1923. június 22.) vegyészmérnök, geológus, egyetemi tanár, az elemző kémia magántanára (1915).

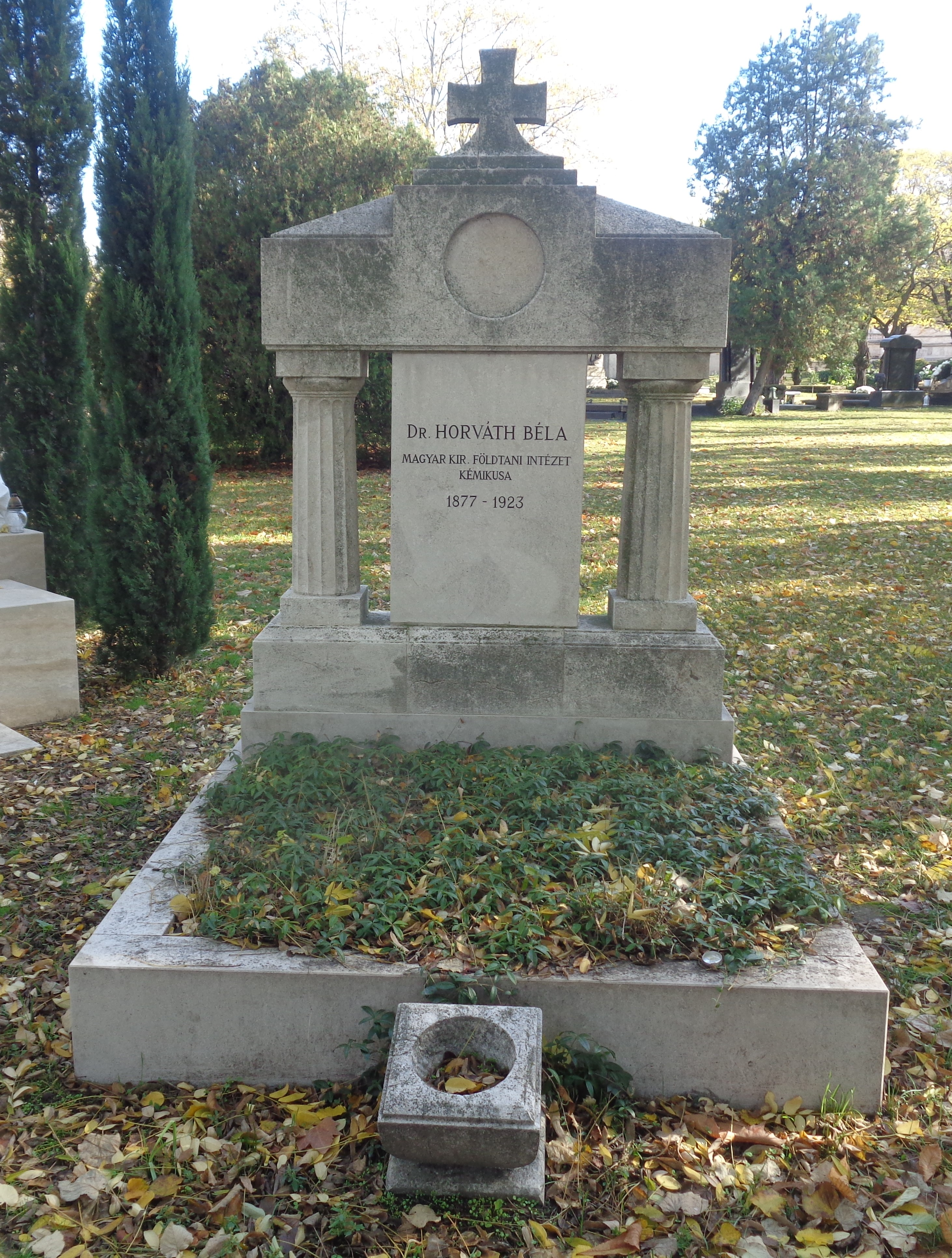
Sírja a Fiumei úti sírkertben

## Életpályája
Szülei Horváth Géza és Dekker Ottilia. Főiskolai tanulmányait Bécsben, Zürichben és Karlsruhében végezte; 1903-ban kapott doktori diplomát a bázeli egyetemen. 1903–1904 között a budapesti tudományegyetem Élet- és Kórvegytani Intézete tanársegéde volt. 1904–1923 között a budapesti Állatorvosi Főiskola Vegytani Intézetének tanársegéde, 1915–1923 között magántanára volt. 1909–1918 között a Magyar Királyi Földtani Intézet Kőzettani Laboratóriumában geológus-fővegyész, majd a Talajkémiai Laboratóriumot vezette. 1915-ben magántanári képesítést szerzett. 1919-ben nyugdíjba vonult.
Talajkémiai munkái a Földtani Intézet évi jelentéseiben (1910–1915) jelentek meg. A magyar talaj-geokémiai kutatások elindítójaként új eredményeket ért el a Balaton vidéki kőzetek kémiai analizálása során. Új jódmeghatározási módszert dolgozott ki. Az elsők között sikerült meghatároznia a talaj mangán- és szilíciumtartalmát.
Sírja a Fiumei úti sírkertben található (11/1-1-31). 2004-re megrongált sírját 2010-ben állították helyre.

## Művei
- Az o- és p-amidobenzylalkoholok előállítási módja (Magyar Chemiai Folyóirat, 1901)
- Resorcin hatása az amidobenzylalkoholokra (Magyar Chemiai Folyóirat, 1902)
- Dioxybenzoesav és a-naphtol hatása a p-amidobenzylalkoholra (Magyar Chemiai Folyóirat, 1903)
- Phoroglucin hatása az o-amidobenzylalkoholra. – Új módszer az átviteli számok meghatározására (Magyar Chemiai Folyóirat, 1904)
- Jelentés az orsovai és a mehádia-kornyai neogén területeken végzett földtani vizsgálatokról (A Magyar Királyi Földtani Intézet 1908. évi jelentése; Budapest, 1910)
- A jodidok és a színjód mennyiség meghatározásának új módja (Bugarszky Istvánnal; Magyar Chemiai Folyóirat, 1909 és Mathematikai és Természettudományi Értesítő, 1909)
- Vezérfonal a vegytani gyakorlatokhoz (Budapest, 1909)
- Tanulmányok a tellurról (Magyar Chemiai Folyóirat, 1911)
- A biharmegyei bauxitok chemiai alkatáról (Földtani Közlöny, 1911 és külön: Budapest, 1911)
- Újabb szénelemzési eredmények (Bányászati és Kohászati Lapok, 1911)
- A sulfurylchlorid és a thionylchlorid hatása a tellurra (Természettudományi Közlöny, 1911)
- Aranyida bányageológiai viszonyai (Emszt Kálmánnal, Rozlozsnik Pállal. 3 táblával, 6 térképpel; A Magyar Királyi Földtani Intézet Évkönyve; Budapest, 1912; németül: 1911)
- Balatonmelléki kőzetek, vizek és gáz chemiai elemzése. I/1. Geológiai függelék (A Balaton tudományos tanulmányozásának eredményei; társszerkesztő; Budapest, 1911; németül: 1912)
- Jelentés a Magyar Királyi Földtani Intézet chemiai laboratóriumából (A Magyar Királyi Földtani Intézet 1912. évi jelentése. Budapest, 1913 és külön, magyar és német nyelven: Budapest, 1913)
- Adatok a magyarországi vas- és mangánércek kémiájához (Bányászati és Kohászati Lapok, 1913)
- A talaj mangántartalmának meghatározásáról. 1–2. (Magyar Chemiai Folyóirat, 1914; és külön, magyar és német nyelven: Budapest, 1914)
- Az alumínium nyersanyagai Magyarországon (Természettudományi Közlöny, 1915)
- A foszfortrágya nyersanyagai (Természettudományi Közlöny, 1916)
- A talaj szilícium-oxid tartalmának mennyiségi meghatározása (Magyar Chemiai Folyóirat, 1916)
- Jelentés a Magyar Királyi Földtani Intézet chemiai laboratóriumából (A Magyar Királyi Földtani Intézet 1916. évi jelentése; Budapest, 1918)